# Lâu đài Hauenštejn

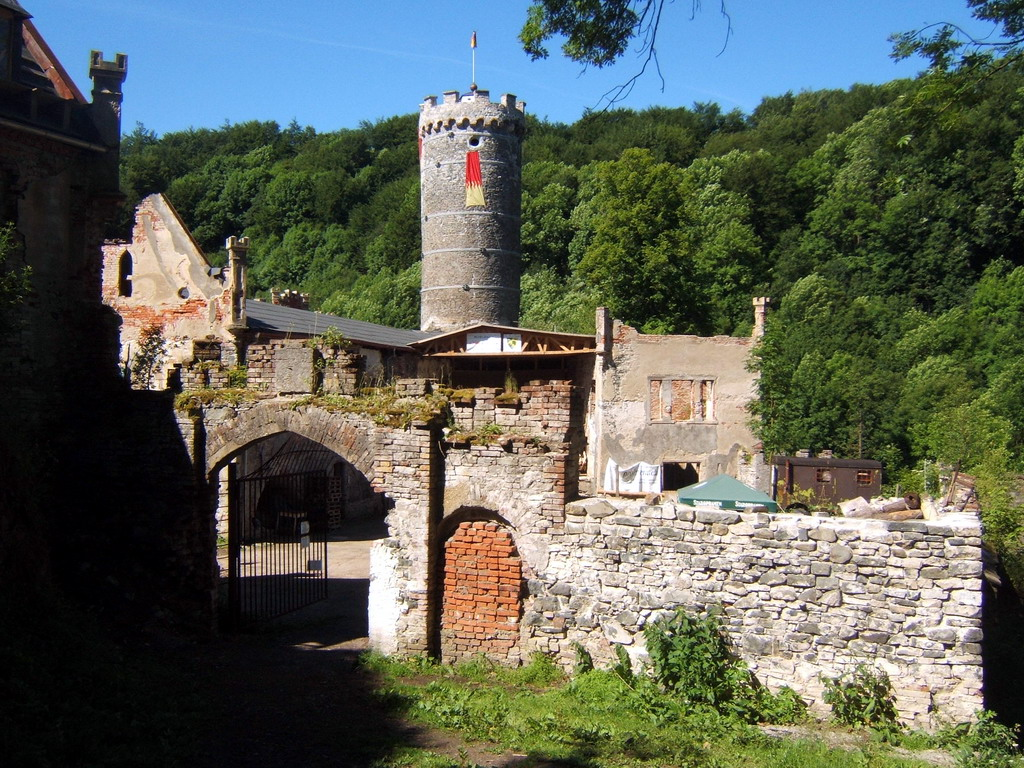
Quang cảnh lâu đài nhìn từ phía đông

Hauenštejn (tiếng Séc: Horní hrad, tiếng Đức: Hauenstein) là một lâu đài có từ thời Trung Cổ ở Cộng hòa Séc. Tòa lâu đài hiện giờ đang là tài sản riêng của Pavel Palacký, con cháu đời sau của nhà sử học František Palacký.
Lâu đài nằm trên dãy núi Quặng, gần thành phố suối khoáng Karlovy Vary và cũng cách đỉnh Klínovec không xa.

## Lịch sử
Lâu đài được xây dựng từ thế kỷ 13 dưới thời vua Ottokar II của Bohemia hoặc vua Wenceslaus II của Bohemia, để bảo vệ tuyến đường hoàng gia và các hầm mỏ tại địa phương. Người chủ đầu tiên của lâu đài là Mikuláš Winkler, là người đồng sở hữu lâu đài Loket, về sau đã bán Hauenštejn cho tu viện ở Doksany. Tu viện này đã đổi lâu đài Hauenštejn để lấy một tòa nhà khác với vua Johann của Bohemia. Đến thời vua Karl IV của Thánh chế La Mã, lâu đài Hauenštejn được cơi nới mở rộng diện tích. Lâu đài liên tục có chủ mới trong suốt nửa cuối thế kỷ 14 và thế kỷ 15 nhưng vẫn luôn là tài sản của hoàng gia. Một gia đình phú hộ tên là Šlik làm nghề khai thác bạc ở gần Jáchymov đã tậu được lâu đài vào thế kỷ 16. Nhà Šlik đã cho xây lại lâu đài theo phong cách Phục Hưng sau một trận hỏa hoạn vào năm 1600. Năm 1663, nhà Šlik đã bán lâu đài cho gia đình Công tước Sachsen-Lauenburg và từ đó, lâu đài thuộc thị trấn Ostrov. Khi thành viên nam cuối cùng của nhà Sachsen-Lauenburg qua đời, lâu đài thuộc về hàng thừa kế của gia đình nhà nữ hoàng Maria Theresia của Áo. Gia tộc Habsburg sau đó bán lại lâu đài cho gia đình Buquoy vào năm 1837. Nữ Bá tước Gabrielle Buquoy đã cho sửa lại lâu đài theo phong cách Lãng mạn. Trong khi, Ferdinand Buquoy lại tiếp tục công cuộc cải tạo lâu đài dưới ảnh hưởng của chủ nghĩa lịch sử, trong đó có phỏng theo hình mẫu của các lâu đài đến từ Anh Quốc như: Windsor, Arundel, Belvoir, Lancaster, Oxford và cả những lâu đài đến từ Bavaria như: Hohenswangau và Lahneck.

## Thế kỷ 20
Trong Chiến tranh Thế giới thứ Hai, lâu đài được sử dụng bởi Đoàn Thanh niên Hitler, đồng thời cũng là nơi thí nghiệm rắn. Một con rắn thuộc họ Coluber đã được đặt tại đây để đánh lại con rắn Vipera berus, đồng thời cũng là để thử phản ứng với một loại huyết thanh được Thống chế Erwin Rommel tìm thấy ở Châu Phi. Sau chiến tranh, lâu đài đã bị nhà nước tịch thu và chế độ Cộng sản đã chuyển lâu đài thành nơi ở cho công nhân khai thác uranium và sau đó là dành cho một hội thanh niên. Năm 1958, do lâu đài đã xuống cấp và không còn phù hợp để ở nên đã bị đóng cửa. Kể từ đó, lâu đài liên tục bị đập phá, trong đó có sự góp mặt không nhỏ của những kẻ chuyên đi phá hoại và hôi của.

## Hiện tại
Năm 2000, Pavel Palacký một hậu duệ đời sau của nhà sử học nổi tiếng František Palacký đã mua lại lâu đài và cải tạo làm nơi ở. Người này đã tạo ra rất nhiều sự kiện và thu hút khách du lịch đến với lâu đài. Hiện Pavel Palacký đang sống cùng vợ con tại lâu đài.